# أدولفو هولي
أدولفو هولي هو عسكري وسياسي تشيلي، ولد في 1833 في تالكا في تشيلي، وتوفي في 1914.